# Keramés (Réthymnon)
Keramés, en grec moderne : Κεραμές, est un village du dème d'Ágios Vasílios, de l'ancienne municipalité de Lámpi, dans le district régional de Réthymnon, en Crète, en Grèce. Selon le recensement de 2011, la population de Keramés compte 129 habitants. Le village est situé à une distance de  47,5 km de Réthymnon et une altitude de 300 mètres.
Les vestiges archéologiques de la cité antique de Bionnos (en) sont situés à environ 2 kilomètres au sud du village,.

## Recensements de la population
| Recensements | 1900 | 1920 | 1928 | 1940 | 1951 | 1961 | 1971 | 1981 | 1991 | 2001 | 2011 |
| ------------ | ---- | ---- | ---- | ---- | ---- | ---- | ---- | ---- | ---- | ---- | ---- |
| Population   | 440  | 516  | 468  | 505  | 500  | 440  | 326  | 247  |      | 244  | 129  |

## Source de la traduction
- (el) Cet article est partiellement ou en totalité issu de l’article de Wikipédia en grec moderne intitulé « Κεραμές Ρεθύμνου » (voir la liste des auteurs).